# Хартія 1830 року

Зображення хартії 1830 року та гербі Липневої монархії

Хартія 1830 року (фр. Charte de 1830) — Конституція Франції прийнята після встановлення Липневої монархії у 1830 році. Хартія 1830 року була вдосконаленням попередньої хартії — 1814 року. Після закінчення періоду реставрації у хартії були збережені основні досягнення Французької революції і закріплений компроміс між новими політичними силами країни.

## Історичні дані

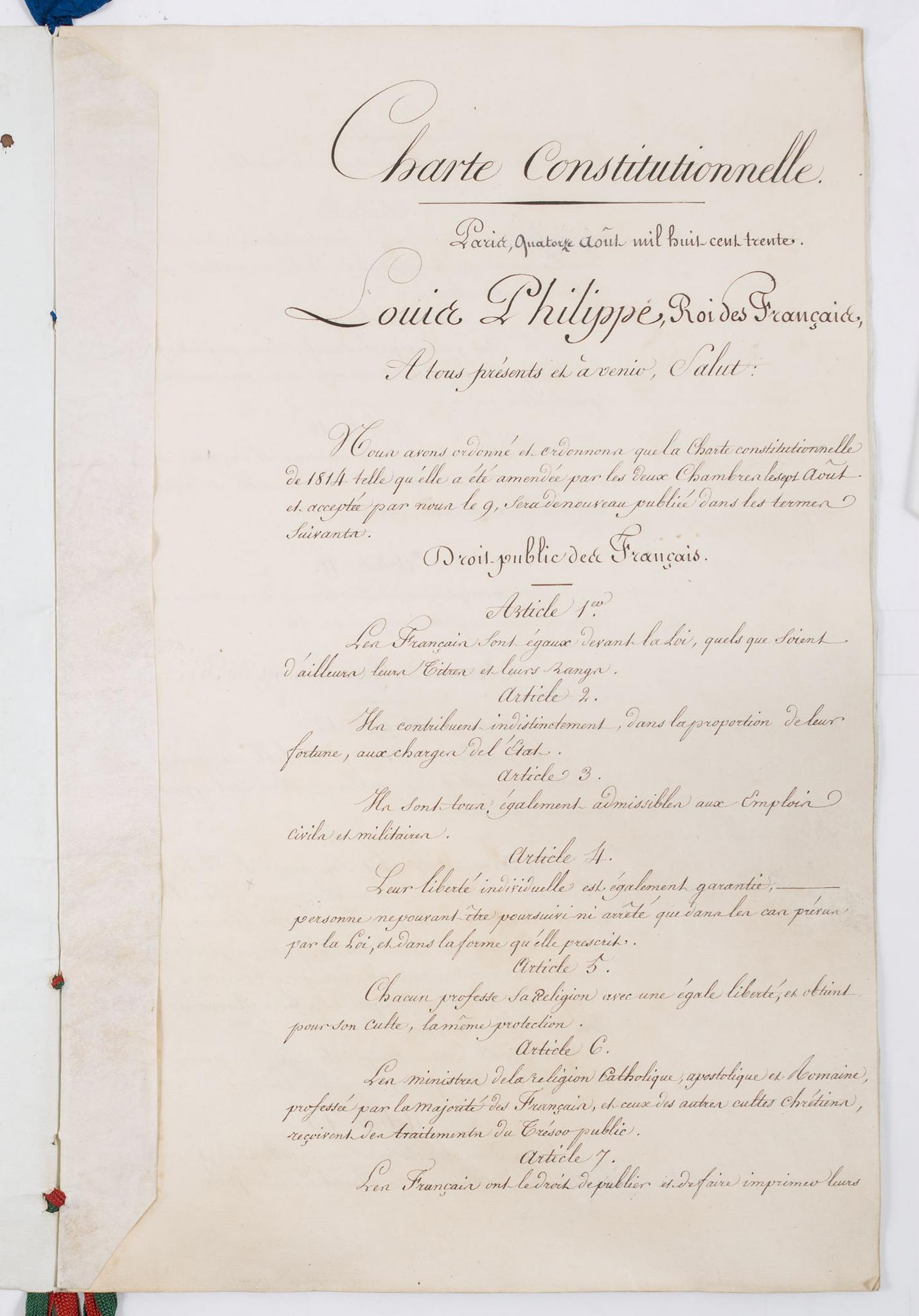
Хартія 1830

У результаті Липневої революції 1830 року останній король з династії Бурбонів Карл X був змушений зректися французького престолу. До влади прийшов ставленик буржуазії, член Орлеанської лінії Луї-Філіпп І.
3 серпня на урочистому засіданні парламенту були внесені зміни до діючої Хартії 1814 року, зокрема, були усунені згадки про попередній режим і відображені зміни спричинені Липневою революцією: офіційно затверджене зречення попередньої династії і Луї-Філіпп був проголошений «королем французів». Протягом наступних декількох днів були улагоджені положення нової Конституції і останні зміни нової Хартії були затверджені у присутності короля в його резиденції 7 серпня 1830 року.

## Положення хартії
У Хартії 1830 року існувало декілька суттєвих відмінностей від попередніх конституційних хартій. Зокрема, за новою редакцією хартії король втратив право законодавчої ініціативи, значні зміни були запроваджені до формування палати перів. Були зменшені виборчий майновий ценз, а також віковий ценз, що дозволило отримати виборчі права чоловікам з 25-річного віку і право обиратися з 30-річного віку. З положення хартії також була усунена згадка про католицизм, як державної релігії, усунена цензура преси і державним прапором затверджений триколор Французької революції.